# Hollywood, je t'aime
Hollywood, je t'aime je americký hraný film z roku 2009, který režíroval Jason Bushman podle vlastního scénáře. Film popisuje osudy mladého Pařížana, který se vydá na Vánoce do Los Angeles. Snímek byl v ČR uveden v roce 2009 na filmovém festivalu Mezipatra.

## Děj
Jérôme bydlí v Paříži a právě se rozešel se svým přítelem Gillesem. V Paříži je nevlídné prosincové počasí a tak se Jérôme rozhodne odletět do Kalifornie, kde je stále teplo. Také doufá, že zde zapomene na Gillese. Po příletu se ubytuje v hotelu v Hollywoodu a rozhodne se zkusit štěstí jako herec. Na pláži se seznámí s Rossem, díky kterému získá kontakty na castingy. Ve městě potká Kaleeshu a Normu, transsexuálky, u kterých se ubytuje. Podaří se mu získat roli v reklamě na pizzu, ale protože je v USA jen na turistickém pobytu, vydává se za Normana Belchera, což je pravé jméno Normy. I přesto, že si našel přátele, stále vzpomíná na Gillese. V sauně se seznámí s číšníkem Kennym, který pracuje ve francouzské restauraci. Majitelkou je Francouzka z Nantes a Jérôma zaměstná. Jérôme stráví Vánoce s Normou a Kaleeshou, ale po svátcích se rozhodne vrátit se zpět do Paříže za Gillesem.

## Obsazení
| Eric Debets       | Jérôme Beaunez |
| Chad Allen        | Ross           |
| Jonathan Blanc    | Gilles         |
| Diarra Kilpatrick | Kaleesha       |
| Michael Airington | Norma Desire   |